# Маланда
Мала́нда (англ. Malanda) — традиційна громада у складі дистрикту Нхата-Бей Північного регіону Малаві.
Населення — 27342 особи (2018).